# Лычное (Тамбовская область)
Лычное — село, входящее в состав Чернышевского сельсовета Первомайского района Тамбовской области. Административным центром сельсовета является село Чернышевка.

## История
Вероятно название села происходит от слова «лыко» — луб молодой липы и других лиственных деревьев; используется для плетения лаптей, корзин и других изделий.
Из писцовой книги 1650—1652 года известно о селе Лычное, входившем в Иловайский стан Козловского (ныне Мичуринского) уезда Тамбовской губернии; в дальнейшем село переходило из губернии в губернию, из уезда в уезд из-за изменений административно-территориального деления Тамбовской и Рязанской губерний так, что в статистических сборниках второй половины XIX века можно найти упоминание о селе Лычное как о селе в Раненбургском (ныне Чаплыгинском) уезде Дубовской (крупное соседнее село — Дубовое) волости Рязанской губернии.
В окладной книге 1676 года имеется единственное упоминание о деревянной церкви Великого Чудотворца Николая в селе Лычное

У той церкви двор дьячка Ивашки. У той церкви земли 20 чети в поле, а в дву потомуж, сенных покосов на 40 копен. Земля и луга великого государя жалованья, а иных никаких угодей нет, в приходе к той церкви: 57 дворов детей боярских, 12 дворов бобыльских, и всего 77 дворов.— 
По ревизским сказкам III и IV ревизий село населено однодворцами: 137 мужских душ и 111 женских в 1763 г и 163 (М) + 156 (Ж) в 1782. Большинство семей названо пофамильно: Поповы, Каледины, Лагуновы, Копыловы, Ерыгины, Изосимовские, Мухортовы, Щербатовы, Ишусновы, Есиповы, Улановы, Зюзины, Ивонины, Гречищниковы, Леденевы, Жировы, Иголгкины, Фе(?)риновы, Росляковы, Фаустовы, Сахаровы, Тандаковы, Будылины, Строковы, Сапрыкины 
Сохранившийся каменный храм Николая Чудотворца построен в 1847-1853 гг. на месте деревянного. За селом Лычное на самой границе с Липецкой областью находится святой источник Николая Чудотворца (родник).

## Население
| 1859 | 1897  | 1906  | 2010 |
| ---- | ----- | ----- | ---- |
| 907  | ↗1127 | ↗1140 | ↘76  |